# Jack van der Tang
Jack van der Tang (Den Haag, 1962) is een Nederlandse spreker en voorganger uit Den Haag.

## Biografie
In 1994 ontmoet Van der Tang in Roemenië een 94-jarige Joodse evangelist die later van invloed zal zijn op zijn verdere leven. In 1998 begon Van der Tang met het organiseren van Israëlavonden. In 2002 richtte Van der Tang de stichting Pillar of Fire op vanwege de giften en kosten. Deze stichting is een liefdadigheidsinstelling die zich inzet voor het zegenen van het volk en de staat Israël en zich tevens ten doel had gesteld om te helpen bij de terugkeer, de alijah, van het Joodse volk naar Israël. De naam komt voort uit de vuurkolom, beschreven in het bijbelboek Exodus, die als een licht voor hen uitging en tevens beschermde voor omringende gevaren. De stichting ging avonden organiseren in Den Haag met sprekers voor diverse onderwerpen, gerelateerd aan Israël, en verkocht Israëlproducten. Ook bracht Van der Tang diverse pro-Israëlorganisaties van christelijken huize samen op een online Israëlplatform. In die tijd combineerde Van der Tang zijn werkzaamheden met het werk bij een schildersbedrijf en het familiebedrijf Van der Tang Auto's dat zijn vader is gestart. Op 4 februari 2012 breidde Pillar of Fire zich uit met de officiële start van internetradiostation RadioIsrael.nl, op aanraden van Evert ten Ham, met actualiteiten, bijbelstudies en interviews. Van der Tang had in de voorgaande zestien maanden twee programma's gepresenteerd op Groot Nieuws Radio.
Op 1 november 2013 huisveste de organisatie zich in een bedrijfsgebouw aan de Kerketuinenweg in Den Haag. In 2014 startte hij een shabbatsgemeente, Shamar, geheten. Samenkomen met gelijkgestemden. In 2019 werd er op initiatief van de International Conference of Justice and Peace in de Ridderzaal gebeden voor de vrede van Israël waar Van der Tang aanjager van was. Samen met politici, rabbijnen en andere prominenten werd op deze locatie stilgestaan wat er op deze plek op 29 mei 1940 gebeurde. De laatste tak die in 2021 kwam was Ezra Nederland vanwege de groeiende aanvraag voor ondersteuning van Joden bij de terugkeer naar Israël.

## Persoonlijk
Jack komt uit een reformatorisch gezin en is getrouwd met Inge. Zij hebben 4 kinderen en wonen in Den Haag.